# Tolnai Simon
Tolnai Simon, születési és 1897-ig használt nevén Friedmann Samu (Nagyvárad, 1867. március 28. – Mauthauseni koncentrációs tábor, 1944. október 2.) zsidó származású magyar nyomda- és lapvállalat-tulajdonos, valamint könyvkiadó.

## Életpályája
Friedmann Jakab és Rusz Katalin (?–1884) fia. Típusa a self-made-mannek, aki a legalacsonyabb sorból küzdötte fel magát az egyik legnagyobb magyar kiadóvállalat tulajdonosává. Nyolc éves korától önálló volt. Karrierjét azzal kezdte, hogy a kávéházakban összevásárolta az elhasznált újságokat és azokat eladta. 1897-ben Friedmann családi nevét Tolnaira változtatta. 1901-ben megindította a Tolnai Világlapja című képes hetilapot, mely a legszélesebb körű közönség igényeihez alkalmazkodva hatalmas népszerűségre tett szert, a legelterjedtebb folyóiratnak számított. 1898-ban a rövid életű Bűvészet és spiritizmust indította útnak. 1912-ben létesítette a Tolnai Nyomda- és Könyvkiadó Vállalatot. Szerkesztette az 1927-ben indult Délibáb hetilapot. Kiadásában jelent meg a Bazár című divatlap. Vállalata hatalmas újságpalotájával és modern felszerelésével amerikai méretű és tempójú üzem volt. A kiadót és a nyomdát 1941-től a kormány átadta a Magyar Népművelők Társaságának. Magyarország német megszállása után a Gestapo deportálta.
Világtörténelmi, művelődéstörténeti, szépirodalmi és tudományos munkákat, lexikonokat, színházi hetilapokat és divatlapokat adott ki (pl. Tolnai Világtörténelme, Tolnai világlexikona, Tolnai új világlexikona, Tolnai: A világháború története).

## Magánélete
Felesége Raucher Vilma (1869–1931) volt, akivel 38 évig élt házasságban.
Gyermekei
- Tolnai Lajos (1895–?) magánhivatalnok, 1957-ben Brazíliába emigrált.[8] Felesége Elfride Emilia Jaros volt.[9]
- Tolnai József (1896–1944) a holokauszt áldozata.[10]
- Tolnai István (1898–1944)[11][12]
- Tolnai Géza (1900–1902)
- Tolnai Sándor (1905–?)

## Művei
- A bűvészet könyve I.–II. (1898)
- A leleplezett spiritizmus. Willmann [et al.] nyomán; Magyar Kereskedelmi Közlöny, Budapest, 1917 (Világkönyvtár. 5. évfolyam, 70.)